# Afrikai tojásevőkígyó
Az afrikai tojásevőkígyó (Dasypeltis scabra) a hüllők (Reptilia) osztályába, a kígyók (Serpentes) alrendjébe és a siklófélék (Colubridae) családjába tartozó faj.

## Elterjedése
Angola, Botswana, Burundi, Egyiptom, Eritrea, Etiópia, Kenya, Kongo, Lesotho, Malawi, Mali, Mozambik, Namíbia, Szomália, Szudán, Tanzánia.

## Előfordulása
Sivatagokon és esőerdőkön kívül, változatos helyeken, síkságokon, szavannákon, nyílt erdei-, bokros-, füves területeken, szinte mindenhol megtalálható. Fán lakó, szeret madárfészkekben pihenni, de a talajon lévő, korhadó növények, fakérgek, kövek alatt is sokszor rejtőzködik.

## Megjelenése
Átlagos testhossza 75 cm, de az 1,2 métert is elérheti.

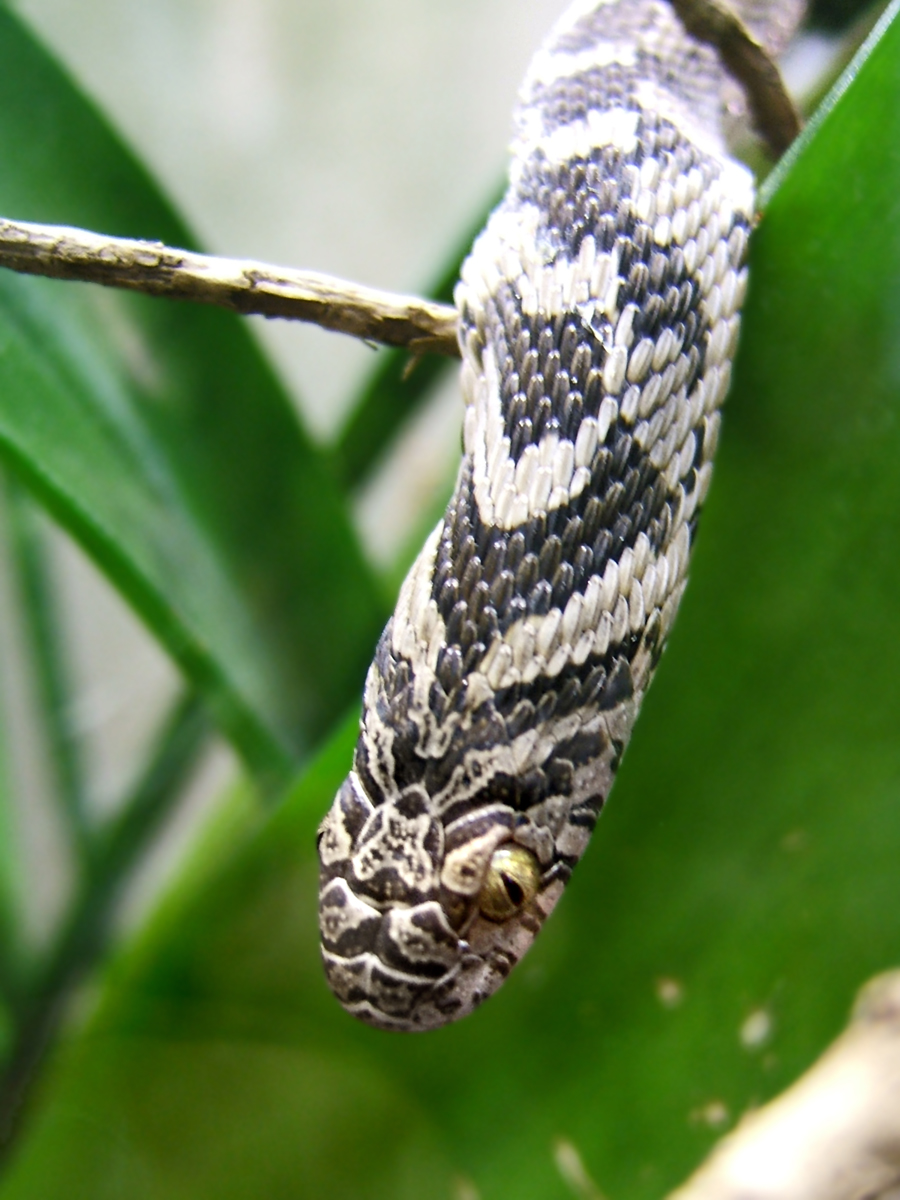
A fejen lévő nyílhegy rajzolat

Alapszíne általában barna vagy szürke, esetleg zöldesbarna. Hátán szabálytalan rombusz alakú, sötét foltok sorakoznak, melyek lehetnek szürkék, barnák, vagy feketék, gyakran láncmintázatként futnak végig a hátoldalon.  A háti pikkelyek ormósak, az oldalsók fűrészes élűek. Feje kicsi, lapos és keskeny, a fejtetőn két sötét előremutató nyílhegy alakú rajzolat látható. Hasonló minta van a nyakán is. Szembogara függőleges. Száját hatalmasra tudja kitátani, mivel állkapocscsontjai nem rögzítettek, csak rugalmas szalagok kötik össze. Szájában apró fogak találhatóak, nyelőcsövében a csigolyanyúlványai  tüskeszerűre módosultak. Szaglása jó. Ártalmatlan, méregfoggal nem rendelkezik.

## Életmódja, táplálkozása

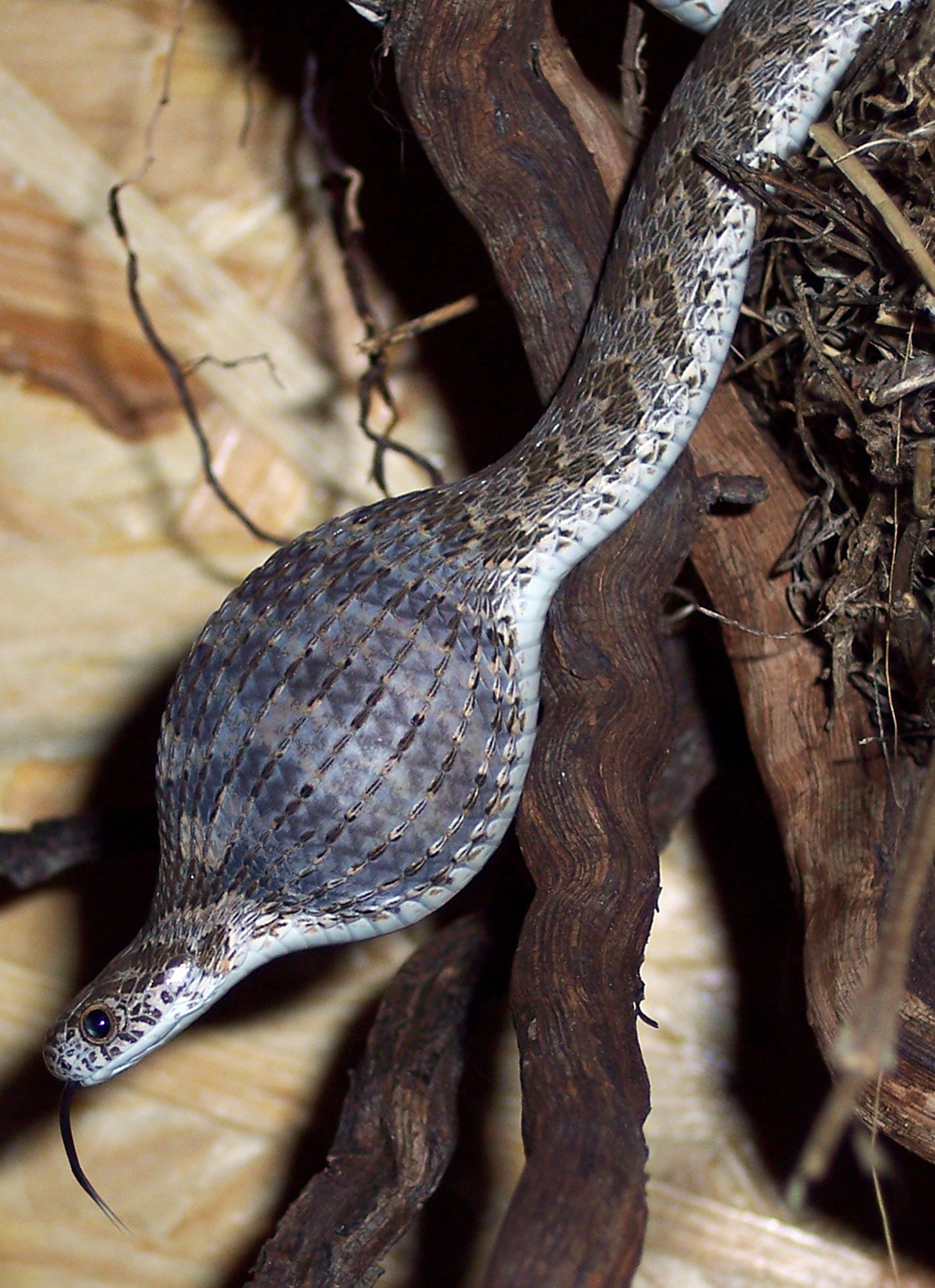
Tojásnyelés után

Magányosan él, nappal aktív. Átlagos élettartama 10 év.
Kizárólag tojásokat eszik, teste tökéletesen módosult a kemény héjú tojások elfogyasztásához, melyeket egészben nyel le.
Rugalmas állkapocs ízületi szalagjai kinyújtásával fejméretének többszörösére képes száját kitátani. Az ínybe ágyazott négy foga segíti megtartani nyeléshez a tojást. A hátgerinc 30 módosult csigolyája közül az 1. és 21. közötti meggátolja, hogy kicsússzon a tojás a szájból, a 22. és 28. közöttiek ventrális nyúlványai porccal borítottak és belógnak a nyelőcsőbe, ezek kilyukasztják a héjat, a folyékony tartalom a gyomorba ömlik, majd testének mozgatásával hosszúkás csomagba préseli és kiöklendezi a szilárd burkot. A 29. és 30. csigolya feladata is a rögzítés, hogy a testben ne tudjon lentebb menni a tojáshéj.
Érzékeny szaglásával meg tudja különböztetni a már embrionális fejlődésnek indult tojásokat, azokat nagyon ritkán fogyasztja el, ha mégis, akkor a héjjal együtt kiköpi az embriót is. A nem friss táplálékot szintén otthagyja.

## Szaporodása
Tojásrakó. A nőstény legfeljebb 18 tojását egyenként, nem is mindig ugyanarra a helyre rakja le, ami eltarthat akár egy napig is. Kelési idő általában 110-120 nap, az utódok száma 10-12. A 15-25 cm-es kiskígyók apró madarak tojásaival táplálkoznak.

## Védekezése
Teljesen védtelen állat, sem testi ereje, sem méregfogai nincsenek. Egyetlen védelme a színezete, mely néhány mérgeskígyóhoz hasonlít, valamint azok viselkedésének utánzása. 
Ha olyan területen él ahol viperafélék vannak, testét felfújja levegővel, a támadó felé nyitott szájjal hevesen vagdalkozik. Ahol az efák elterjedtek, ott azok viselkedését utánozza, félkör alakban összetekeredik, törzsgyűrűit egymáshoz dörzsölik, így az ormós pikkelyek reszelős, sziszegő hangot adnak, fejét amennyire csak lehet ellapítja, száját kitátja.

## Tartása
25-29 °C hőmérsékletű élettér a legmegfelelőbb számára. Fontos a búvóhely, a mászásra alkalmas fa és az ivóvíz, valamint az aljzaton olyan tárgyak elhelyezése, ami táplálkozásnál támaszt biztosít a tojásnak, miközben nyeli a kígyó. Bár képes a tyúktojás elnyelésére helyesebb galamb-, vagy fürj tojásokkal, a fiatalokat veréb-, vagy pintytojásokkal etetni. A tojások frissek legyenek, de ne legyenek megmosva, mert különben az állat nem fogja megenni. Ha csak mosott tojást tud az állattartó beszerezni, akkor fontos baromfiólba, vagy madárfészekbe tenni, amíg a jellegzetes szagot át nem veszi.